# Devin Gray
Devin Gray (7 juni 1983) was een Amerikaanse jazzdrummer en improvisatiemuzikant.

## Biografie
Gray begon op 7-jarige leeftijd met drummen en was tijdens zijn middelbare schooljaren lid van de All State Big Band. Als tiener kreeg hij de kans om met Cleo Laine te spelen en een masterclass van Christian McBride bij te wonen. Hij ging naar het Peabody Conservatory of Music aan de Johns Hopkins University in Baltimore, waar hij een studiebeurs ontving. Hij studeerde harmonie, improvisatie en jazzvibrafoon bij Gary Thomas en Michael Formanek, evenals percussie. Hij vervolgde zijn studie aan het Banff Center in de International Jazz and Creative Music Workshop in Alberta. Daar kreeg hij onderricht bij Gene Lake, Clarence Penn en Gerald Cleaver.
Gedurende deze tijd speelde Gray met Dave Ballou en in de formaties Birkholz Trio, Corpulent (met Gary Thomas, Joel Grip) en The Jolly-Boat Pirates. Hij heeft een master in jazzperformances beëindigd aan de Manhattan School of Music in New York met John Riley. Hij werkte met Frank Gratkowski, Michael Formanek, Ellery Eskelin, Josh Sinton, Anna Webber en zijn eigen kwintet Slicing and Dicing (met Niklas Barno, Marcelo Gabard Pazos, Ville Bromander, Erik Lindeborg).

## Discografie
Als leader
- 2012: Dirigo Rataplan – Ellery Eskelin / Michael Formanek / Dave Ballou / Devin Gray (Skirl)
- 2015: RelativE ResonancE – Chris Speed, Kris Davis, Chris Tordini (Skirl)
- 2016: Devin Gray's Fashionable Pop Music – Chris Tordini / Jonathan Goldberger / Ryan Ferreira / Devin Gray (DGM)
- 2017: Sound Clouds Trio – Ingrid Laubrock / Cory Smythe / Devin Gray – (DGM)
- 2018: Devin Gray's Meta Cache – Elias Stemeseder / Jeremy Viner / Kim Cass / Devin Gray – (DGM)
- 2018: Dirigo Rataplan – Ellery Eskelin / Michael Formanek / Dave Ballou / Devin Gray – Dirigo Rataplan II (Rataplan Records)
- 2019: Devin Gray Quartet (Maria Grand / Mara Rosenbloom / Carmen Rothwell / DG) (Rataplan Records)
- 2019: Devin Gray Trio (Chris Pitsiokos / Luke Stewart / Devin Gray) (Rataplan Records)

Als collectief
- 1997-2002: Circus of the Sun – Sam Caldwell, Luke Dunlap, Jenny Wing
- 2004: Corpulent: (Gary Thomas/Joel Grip) Wolfwalk (Umlaut Records)
- 2005: Dave Ballou / Terrence McManus/Devin Gray: Thirty9thirty8 (Flattened Planet Records)
- 2008: Satyagraha (Robin Verheyen/Ryan Pate/Devin Gray)
- 2011: Small Gray Sea Bass: Mark Small, Sebastian Noelle, Devin Gray
- 2012: Old Salt – Northern: Owen Stewart-Robertson, Alex Samaras, Devin Gray
- 2013: VAX (pronounced-fasjsh) Trix, Biz, Vone (Patrick Breiner, Liz Kosack, Devin Gray)
- 2014: VAX (pronounced-fasjsh) – Count to VAX – Trix, Biz, Vone
- 2014: Jagged Spheres Trio (Anna Webber, Elias Stemeseder)
- 2015: Memory Magnetic – Memory Magnetic: Ryan Pate, Dov Manski, Devin Gray
- 2017: Jagged Shperes II (Anna Webber, Elias Stemeseder)
- 2018: DNR TRIO – Nathaniel Morgan/Ryan Ferreira/DG

Als sideman
- 2004: Power Lunch – Headless Body, Topless Bar
- 2005: Power Lunch – Freak the Big Head
- 2004: The Jolly Boat Pirates – Live in Sweden
- 2005: The Jolly-Boat Pirates (Umlaut Records) met Joel Grip, Lars Åhlund, Niklas Barnö
- 2009: The Jolly-Boat Pirates -End of Tour Live (Umlaut Records) met Joel Grip, Lars Åhlund, Niklas Barnö
- 2006: Birkholz Trio: Flora Fauna (Umlaut Records) met Jon Birkholz, Michael Formanek
- 2008: Kęstutis Vaiginis – Unexpected Choices (Austin Becker, Tatum Greenblatt, Andy Hunter, David Berkman, Hernan Romero, Linda Oh, Joey Saylor, Devin Gray)
- 2010: First Blush – First Blush: Charles Sekel, Carlo Neda, Jonathan Goldberger, Devin Gray
- 2012: Daniel Guggenheim – The New York Quartet (Beyond Moments and Time)Musicians: Daniel Guggenheim, Peter Madsen, Sean Smith, Devin Gray
- 2014: Ryan Pate– Human/AlienMusicians: Ryan Pate, Dov Manski, Noah Garabedian, Devin Gray
- 2014: Nico Soffiato mey Eli Asher, Greg Chudzik: OST Quartet (Setola di Maiale)
- 2015: Luise Volkmann Large Ensemble (Florian Leuschner, Fritz Moshammer, Athina Kontou, Johannes Bigge, Julian Schließmeyer, Otis Sandsjö, Inez Schaefer, Patrick Grahl, Vincent Bababoutilabo, DG)
- 2015: Frantz Loriot Systematic Distortion Orchestra – The Assembly (Flin van Hemmen, Carlo Costa, Pascal Niggenkemper, Sean Ali, Nathaniel Morgan, Brad Henkel, Joe Moffett, Sam Kulik, Ben Gerstein, DG)
- 2016: Santiago Leibson Trio – Out of Orden (Drew Gress/DG)
- 2016: Nate Wooley's Argonautica (Nate Wooley, Ron Miles, Cory Smythe, Jozef Dumoulin, Rudy Royston, Devin Gray)
- 2016: Daniel Levine's Knuckleball (Daniel Levine, Marc Hannaford, Devin Gray)
- 2017: Zack Foley Quartet – LMSW (Jesse Elder/Chris Tordini/DG)
- 2018: Eli Wallace: Slideshow Junky I (Iluso)
- 2018: Ryan Pate – Calamities of Silence (Ryan Pate/Aaron Kruziki/Devin Gray)
- 2018: Adam Hopkins Sextet – Crickets – (Jonathan Goldberger, Anna Webber, Ed Rosenberg, Josh Sinton, DG) (Out of your Head Records)
- 2019: Huw V Williams Trio – Vague means Vague – (George Crowley/Devin Gray)
- 2019: Marc Jufer Trio – Trip to the Center – (Lisa Hoppe/Devin Gray) – QFTF Records
- 2019: Eva Novoa Trio (Drew Gress, Devin Gray)